# Camille Wollès
Camille Wollès (Sint-Joost-ten-Node, 1 juli 1864 - Hingene, †28 december 1942) was een Belgisch kunstschilder.

## Levensloop
Hij was de broer van kunstschilder Lucien Wollès en was leerling van kunstschilder Ernest Blanc-Garin.  Hij schilderde voornamelijk landschappen. Hij was lid van de Brusselse kunstenaarsvereniging L'Essor en exposeerde er tussen 1886 en 1891. Hij woonde een tijdlang in Ohain.
In Schaarbeek kreeg een straat zijn naam.

## Musea
- Brussel, Kon. Musea voor Schone Kunsten van België
- Lier, Museum Wuyts - Van Campen en Baron Caroly